# Ley Antibloqueo
La Ley Constitucional Antibloqueo para el Desarrollo Nacional y la Garantía de los Derechos Humanos, conocida normalmente como la Ley Antibloqueo, es una ley aprobada el 9 de octubre de 2020 por la Asamblea Nacional Constituyente de Venezuela, conformada exclusivamente por miembros oficialistas, con el propósito de evadir las sanciones económicas establecidas contra la administración de Nicolás Maduro. Maduro aseguró haber redactado la ley él mismo.
La ley ha sido criticada por la falta de competencias por parte de la Asamblea Nacional Constituyente para redactar la ley, por facilitar la falta de transparencia de contratos públicos y por profundizar el autoritarismo en Venezuela al otorgar poderes excepcionales a Nicolás Maduro. La ley ha sido descrito como inconstitucional por analistas.

## Historia

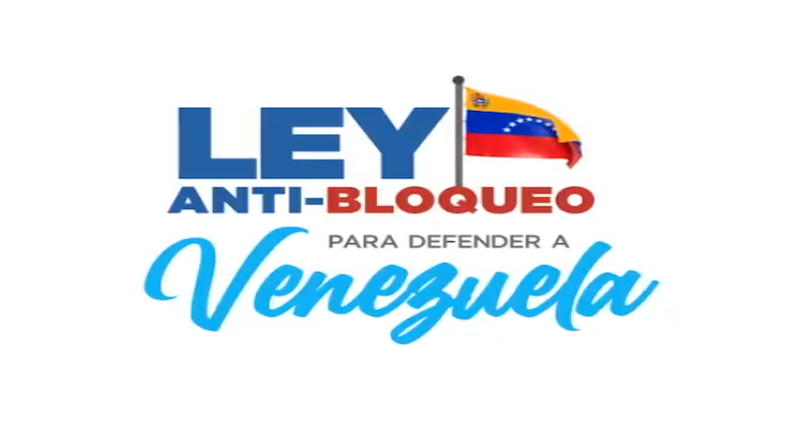
Logo de la "Ley Antibloqueo".

La Ley Antibloqueo fue aprobada el 9 de octubre de 2020 por la Asamblea Nacional Constituyente de Venezuela, conformada exclusivamente por miembros oficialistas, con el propósito de evadir las sanciones económicas establecidas contra la administración de Nicolás Maduro. La aprobación tuvo luego de un debate único que giró en torno a un monólogo de tres constituyentistas, incluyendo a Hermann Escarrá.
A pesar de que la oficialista Agencia Venezolana de Noticias (AVN) reportara que la aprobación de la ley se realizó de forma unánime, constituyentes como María Alejandra Díaz, Juan Carlos Flores, Telémaco Figueroa y Régulo Reina salvaron su voto. Figueroa y Reina consideran que dicha ley tiene una agenda oculta y es promovida por una “burguesía infiltrada”.
La ley le otorga poderos extraordinarios al Maduro y le permite firmar nuevos acuerdos petroleros con empresas privadas tanto nacionales como extranjeras. Se ha declarado que la ley permanecerá vigente hasta que cesen las sanciones internacionales. Maduro ha declarado que la ley fue consultada con todas las autoridades regionales y municipales, pero el gobernador del estado Anzoátegui, el opositor Antonio Barreto Sira, declaró que ni él ni los otros tres gobernadores opositores fueron tomados en cuenta en este proceso.
El 17 de marzo de 2023 se informa la existencia de mafias dentro de la administración de Pdvsa y detienen un total de ochenta personas incursas en delitos implicados todos por corrupción por la deuda atrazada de 21,000 millones de dólares de la venta de petróleo que adeudan diferentes empresas petroleras, así como la renuncia del ministro de petróleo Tareck El Aissami. Mientras el gobierno de Nicolás Maduro expresaba la creación de «un nuevo modelo económico» y que se materializó en octubre de 2020 usado de acuerdo a la Ley Antibloqueo para recibir el pago de las exportaciones petroleras y de minerales a través de criptomoneda. La nueva ley dio sustento legal a Petróleos de Venezuela. para recibir criptomonedas en ventas de crudo que se hizo difícil seguir el rastro explicaron economistas.

## Contenido
El artículo 1 de la ley dice que busca proveer al poder público con herramientas jurídicas para contrarrestar, mitigar y reducir de manera efectiva, urgente y necesaria, los “efectos nocivos generados por la imposición” de las sanciones financieras contra Venezuela. Casi el 15 % de los artículos de la ley se dedican a establecer reglas de confidencialidad. El artículo 18 de la ley faculta al ejecutivo nacional a registrar de forma separada los ingresos que se generen con ocasión de la aplicación de esta ley en el Tesoro Nacional. La intención del artículo ha sido interpretada como la sustracción de tales ingresos de los controles presupuestarios.
Según el artículo 19 de la ley, el ejecutivo "procederá a inaplicar para casos específicos aquellas normas de rango legal o sublegal cuya aplicación resulta imposible o contraproducente" de ser necesario para "superar los obstáculos" o "compensar los daños" de las sanciones. El artículo anula vías legales y le otorga a Maduro margen de maniobra legal y poca obligación de rendir cuentas
El artículo 21 describe que dicha “desaplicación” alcanza a las normas que establecen potestades aprobatorias o autorizatorias, lo que permite la celebración de contratos de interés público nacional o que se puedan constituir empresas mixtas en el sector hidrocarburos sin autorización de la Asamblea Nacional.
El artículo 28 faculta al Poder Ejecutivo para modificar el régimen jurídico de selección de contratistas, específicamente en lo relativo a la compra de bienes y servicios. Los artículos 37 al 44 establecen unas reglas sobre confidencialidad de documentos administrativos y limitaciones al acceso a la información, que hacen virtualmente imposible conocer los expedientes de los actos y negocios jurídicos que se van a ejecutar con ocasión de esta ley.
El artículo 35 le otorga el carácter de "reservado, confidencial o de divulgación limitada" a cualquier "expediente, documento, información, hecho o circunstancia" que Maduro considere oportunos, prohibiendo así el acceso a toda "documentación que haya sido calificada como confidencial o reservada". La ley también le permite al ejecutivo realizar cambios en la propiedad de las empresas conjuntas entre la estatal petrolera PDVSA y empresas privadas, sin especificar el porcentaje de participación que tendría PDVSA en dichas empresas conjuntas.

## Críticas
Juan Guaidó declaró el 9 de octubre que las leyes venezolanas solo pueden ser aprobadas por la Asamblea Nacional y no por un órgano “ilegítimo y sin competencias”. La ley ha sido calificada por la oposición del país como "fantasma" y "antidemocrática". Los agrupación de empresarios Fedecámaras ha cuestionado la legalidad de la ley, señalando que fue aprobado por la Asamblea Nacional Constituyente y no por la Asamblea Nacional, el órgano que tiene el mandato constitucional de legislar en el país. La Confederación de Industriales ha coincidido en la nulidad de la ley, considerando que sus efectos podrían resultar "lesivos para la nación y en especial para las empresas nacionales". Según la ONG Provea, la ley contradice la constitución y "fortalece el carácter autoritario del gobierno", diciendo que "Es prácticamente privatizar los activos de la República bajo un manto de poca transparencia y mucha discrecionalidad".
El abogado constitucionalista Juan Manuel Raffalli ha sostenido que la aprobación de la ley es inconstitucional ya que "independientemente de su ilegitimidad, en la forma en que fue convocada y designada, la Asamblea Constituyente en Venezuela tiene como mandato redactar una nueva Constitución y no sustituir a ningún poder constituido, como es el caso de AN, que ha sido maniatada por decisiones judiciales impresentables. Eso es una usurpación de las funciones de la AN". Raffalli también ha declarado que la mayoría del contenido contemplado en la ley en sí es inconstitucional ya que "supone cambiar el sistema de gobierno y convertir esto es un presidencialismo sin controles de gestión, sin régimen presupuestario, sin libertad de información, es decir, es una ley propia de regímenes totalitarios".
El abogado Rafael Álvarez-Loscher ha explicado que las "leyes constitucionales" no existen, diciendo que “nuestra constitución es clara cuando tipifica las leyes y estas son las que emanan del Poder Legislativo, pudiendo ser de carácter orgánico: leyes ordinarias, habilitantes y los códigos”. En un artículo de Aporrea el escritor Luis Britto García, considerado como un ideólogo del chavismo, considera que la Ley Antibloqueo viola al menos trece artículos de la Constitución: 1, 25, 28, 57, 58, 137, 138, 154, 187 (numerales 6 y 7), 218, 314, 315, y 318, referentes a la soberanía nacional, y que atenta contra el derecho a la información, la extralimitación de funciones o elementos para derogar leyes.
La profesora universitaria Sary Levy, vicepresidente de la Academia de Ciencias Económicas de Venezuela, declaró que la ley "es un reconocimiento al fracaso del modelo (económico), reconoce que el Estado está quebrado, que los activos que tiene son todos improductivos, que no tiene cómo financiarse". Levy ha advertido que al pedir ayuda al sector productivo privado, Maduro "no lo hace de forma transparente" sino con una propuesta "mercantilista" que "no apunta a corregir las distorsiones que hay en Venezuela".

## Consecuencias
En marzo de 2023 se descubrió un tremendo escándalo de corrupción que llevó a afectar a los ingresos petroleros en el tesoro venezolano, el origen afectaba directamente al salario de los venezolanos del sector público que venían reclamando aumentos desde mediados de diciembre de 2022. Durante enero de 2023 las protestas aumentaron a 178 en diferentes partes del país esencialmente en el sector educación y salud.
En febrero de 2023 se reportaron 1600 protestas, un promedio de unas 57 protestas diarias y el sector militar empezó a sentir el deterioro de su salario. A mediados de marzo se inició la detención de más de 80 personas involucradas en caso de corrupción de las cuentas de Pdvsa por el robo de 21,900 millones de dólares. De los cuales 34 personas son por el caso denominado como el Caso PDVSA-Cripto informó el fiscal general.